# 钱虹
钱虹（1976年6月13日—），中国前女子羽毛球运动员。她曾随中国队获得1998年尤伯杯冠军。她也曾搭档刘璐获得1997年世界羽毛球锦标赛女子双打季军。